# 熊本競輪場

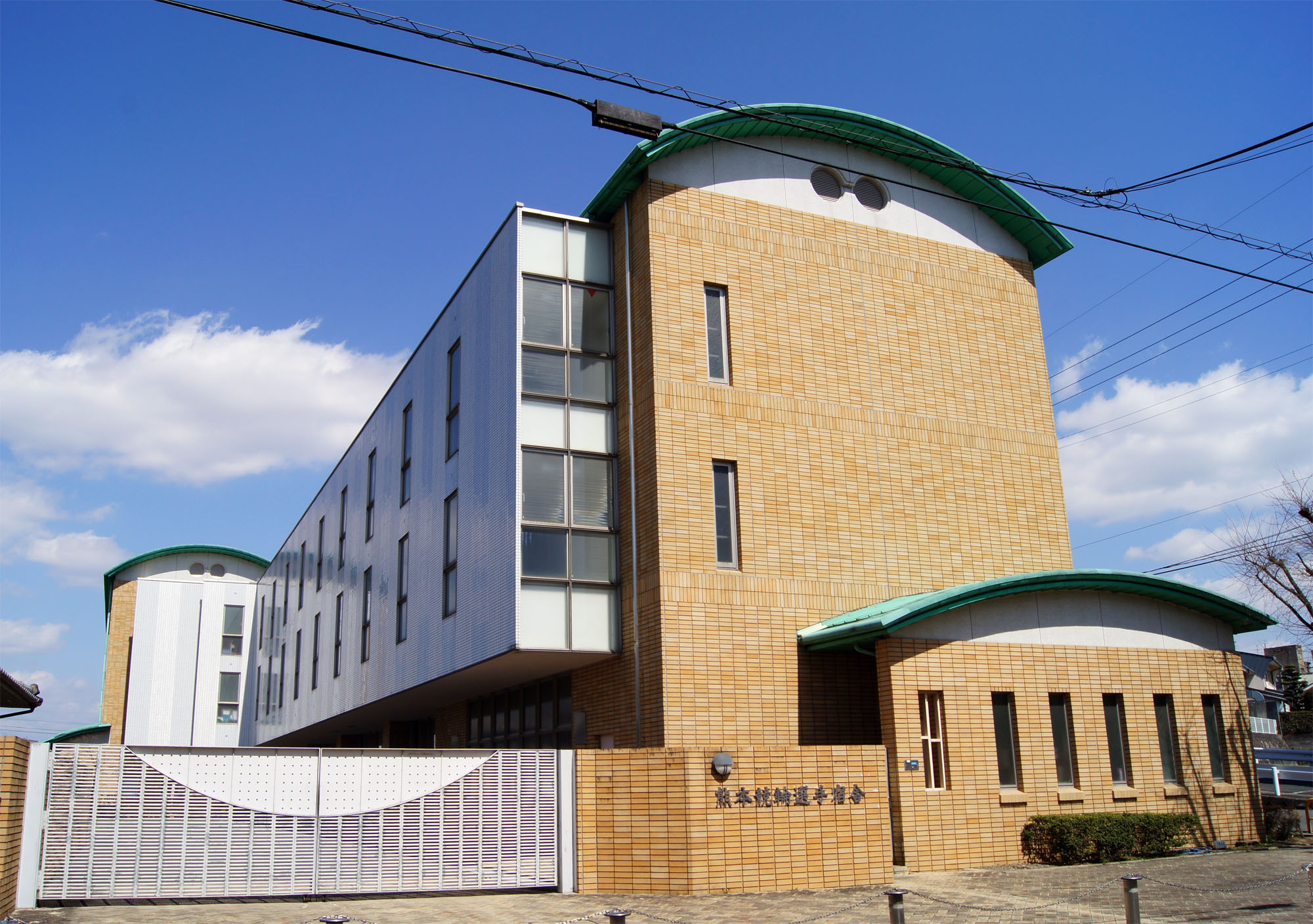
熊本県競輪選手宿舎

熊本競輪場（くまもとけいりんじょう）は熊本県熊本市中央区水前寺にある競輪場。施設所有および主催は熊本市。競技実施はJKA西日本地区本部九州支部。電話投票における競輪場コードは87#。日本の全公営競技場の中でも最南端に位置する。
2016年4月に発生した熊本地震で建物・バンクが被害を受けた影響により長期休催していた。施行者の熊本市は当初2021年12月の再開を目指していたが、復旧のための費用が当初の想定を大幅に上回ることから一時は廃止も取り沙汰されたが、既存のバンクを解体し400mバンクに改修。2024年7月20日に新施設での開催を開始した。

## 概要
1950年7月開設。
記念競輪 （GIII） として『火の国杯争奪戦』が毎年10月に開催されている。他にも現役時代は全国区のスター選手として大活躍し、日韓競輪交流親善大使にも任命された矢村正を称え『日韓競輪親善大使記念矢村正杯』が、また現役時代は熊本を中心に活躍し熊本選手会の長として中央に上り、輪界の発展に尽くした松本秀人を称え『松本秀人杯』が開催されている。
GIとして、1986年と2007年に全日本選抜競輪が、1995年・2002年にオールスター競輪が、2012年に九州地方では初めての日本選手権競輪が、それぞれ開催された。今後は、2026年2月20日から23日まで19年ぶりに400バンクとして初の特別競輪となる読売新聞社杯全日本選抜競輪の開催が決まった。
トータリゼータシステムは富士通フロンテックを採用している。イメージキャラクターは『火の国熊本』から「火の鳥」をモチーフとした「ファイ太」。
発売締切前（3分前）の音楽はフランク・ミルズの「愛のオルゴール」。
2012年10月13日より一般来場者立ち入り区域全体をカバーする無料Wi-Fiサービスを開始（競輪場としては全国初）。
2015年8月23日 - “的中券扱い”として自動発払機で車券購入に使用できるギフト車券「わくわく車券」を導入。競輪業界初の試みとなる。
2016年（平成28年）の熊本地震では、4月16日の本震でバック側特別観覧席の窓ガラスが破損し、バンクなどの設備が壊れる被害を受け、応急危険度判定士により建物への立ち入りは危険と判断され、本場での開催と場外発売は中止される事になる。その後前売向けと東門の発売所を使用することにより6月2日から場外発売は再開されたが、本場での開催再開は当初2020年10月再開を目標としていたが、新たに雨水対策工事を施すため工期が遅れ、2021年12月ごろだったが、解体や再建費用が予定より上回ることから、再開時期をさらに延びて2024年度となる予定となった。
同年7月19日からの松本秀人杯と11月9日からの矢村正杯（共にFI開催）、10月20日から23日までの記念開催は、久留米競輪場で熊本市の主催により行なっており、2017年から2023年の記念開催も同様に久留米競輪場で開催された。また2019年に当地で開催予定だったインターハイは沖縄県で開催された。
2024年7月20日からのFI開催にて8年ぶりに本場開催を再開することが決定された。9月21日からは本場でのミッドナイト競輪が開催される。

## バンク

### 旧施設
既存の陸上競技場を拡張するような形でつくられた。
1周は500m。元々は400mで設計していたが、直線部分のみを伸ばすような形で500mに変更して完成させたため、全国の競輪場で最も直線が長く、その特異なバンク構造から「滑走路」のあだ名がつけられている。これは、競輪場のバック側特別観覧席とスタンドの構造を共有している熊本市水前寺競技場（陸上競技場）が隣接しており、500mバンクの内側において通常設置されることの多い陸上用トラックの造成が不要なためである。
直線が極端といえるほど長いため先行する選手には不利であり、それを追走する番手の追込選手すら有利とは言い切れない。後方から捲る自力の選手も状況次第で番手追走の選手に交わされる事もあり、最後の直線だけで実力を発揮させるタイミングが重要な走路といえる。ただし、タイミングさえ上手く図れれば先行選手でも逃げ切れるケースがある。
大画面映像装置は1センター側に設置されているが、これが後方の選手が直線へ入る時のコースを決めやすくさせる要因になっている。

### 新施設
総工費約53億円をかけて、改修と耐震補強の工事を行った。
バンクは再開に合わせてGI競走の誘致や公益性などから、周長を400mに縮小したことでバンクの傾斜角度も29度から34度へときつくなった。一方で、ゴールラインの位置は動かさず、審判棟なども旧施設のものをそのまま利用する。大型ビジョンもそのまま活用するが、旧施設時代と同じ位置に残されたため、新しい400mバンクでは大型ビジョンとバンクに間隔がある。
スタンドについては、来場者が減少していることを踏まえて、サイドスタンドとバックスタンドは取り壊し、観覧席の数は4000席から540席へ、立ち見席を合わせた収容人数も1万2000人から4000人へと規模を縮小した。バックスタンド跡地には競技練習棟や隣接する熊本市水前寺競技場の室内練習場が設けられる予定。一方、メインスタンドは既存のものを改修し、3階には特別観覧席（106席）、グループ席（2席。1席あたり3名まで）、ロイヤルシート（11席）、ロイヤルボックス（2室。1室あたり5名まで）が設けられた。入場料は無料とした（休止前は50円）。
ほかにも、敷地内に駐車場や備蓄倉庫を整備し、災害時の拠点として活用するための工事が続けられており、2025年度完了の見込み。

## チャリロト
2012年2月28日の開催から重勝式投票にあたるチャリロトを発売しているが、グループ開催への移行により、それまでのキャリーオーバーによる発売は10月31日を最終日として一旦終了することになり、最終日は特例として各賭式でキャリーオーバーがあった場合は一つ外した目でも的中の扱いとしていたが、全方式とも的中者がいなかったため、チャリロトの208万6650円、チャリロトセレクトの78万0675円、チャリロト5の1350円が、熊本市の収益となった。
同年11月16日の開催よりキャリーオーバーを共有する『グループG』としての発売となり、豊橋競輪場・別府競輪場・小倉競輪場・松阪競輪場と共有している。キャリーオーバーの対象外であるチャリロト3は熊本単独で発売される。
2015年4月9日には「チャリロトプラザ」が開設され、会員登録により場内での重勝式購入が可能となった。

## 場外車券売場
- サテライト阿久根 - 鹿児島県阿久根市折口字筒田江 ※2008年3月13日オープン
- サテライト熊本新市街 - 熊本県熊本市中央区新市街4-13 ※2013年12月13日オープン
- サテライト宇土 - 熊本県宇土市水町50-4 ※2016年12月3日オープン
- サテライト八代 - 熊本県八代市沖町字六番割3916番地 ※2020年1月30日オープン[28]
- サテライト玉東 - 熊本県玉名郡玉東町 ※2021年9月16日オープン[29]
- サテライト天草 - 熊本県天草市 ※2021年9月23日オープン[30]

### かつてあった場外車券売場
- サテライトかのや - 鹿児島県鹿屋市大浦町。2008年8月17日にオープンさせたが、2010年3月31日をもって閉鎖。
- サテライト川辺 - 鹿児島県南九州市川辺町神殿1394。オートレース場外車券売場オートレース川辺内にて2014年11月18日オープンしたが、2018年3月31日をもって閉鎖。

## 歴代記念競輪優勝者
| 年        | 優勝者     | 登録地 |
| --------- | ---------- | ------ |
| 2003年    | 小倉竜二   | 徳島   |
| 2004年    | 小野俊之   | 大分   |
| 2006年    | 山崎芳仁   | 福島   |
| 2007年    | 武田豊樹   | 茨城   |
| 2008年    | 合志正臣   | 熊本   |
| 2010年1月 | 武田豊樹   | 茨城   |
| 同年10月  | 合志正臣   | 熊本   |
| 2012年    | 佐藤友和   | 岩手   |
| 2013年    | 長塚智広   | 茨城   |
| 2014年    | 飯嶋則之   | 栃木   |
| 2015年    | 武田豊樹   | 茨城   |
| 2016年    | 中川誠一郎 | 熊本   |
| 2017年    | 古性優作   | 大阪   |
| 2018年    | 中川誠一郎 | 熊本   |
| 2019年    | 中川誠一郎 | 熊本   |
| 2020年    | 郡司浩平   | 神奈川 |
| 2021年    | 嘉永泰斗   | 熊本   |
| 2022年    | 郡司浩平   | 神奈川 |
| 2023年    | 中本匠栄   | 熊本   |
| 2024年    | 深谷知広   | 静岡   |
| 2026年    |            |        |

※1節4日間制開催となった、2002年4月以降の歴代記念競輪優勝者を列記。

## 交通アクセス
ファンバス（無料バス）
熊本駅より無料バスが運行されていたが、熊本地震の休催時に廃止された。
公共交通機関
- JR九州：豊肥本線「水前寺駅」下車、徒歩約15分。
- 熊本市電：「新水前寺駅前電停」下車、徒歩約20分。
- 熊本都市バス：小峯京塚線 または 昭和町線 で 「競輪場前」バス停下車、徒歩約1分。あるいは 帯山線 で「グランド北入口」バス停下車、徒歩約1分。

## ホームバンクとする主な選手
- 西川親幸（57期）
- 倉岡慎太郎（59期）
- 合志正臣（81期）
- 中川誠一郎（85期）
- 松岡貴久（90期）
- 松岡孔明（91期）
- 中本匠栄（97期）
- 中川諒子（102期） - 2017年1月に新潟から移籍
- 野口大誠（105期）
- 瓜生崇智（109期）
- 嘉永泰斗（113期）

過去には馬場正（12期）が通算843勝を挙げている。
合志と中川のほか、古くは宮本義春と宮路雄資が特別競輪(現在のG1)を制覇している。
緒方浩一（30期）は、引退後に競輪評論家となっており、熊本競輪場の中継の解説としても出演している。現在は息子の緒方将樹（117期）も当地登録の選手となっている。